# Padang Mumpo
Padang Mumpo is een bestuurslaag in het regentschap Bengkulu Selatan van de provincie Bengkulu, Indonesië. Padang Mumpo telt 605 inwoners (volkstelling 2010).